# 박기빈
박기빈(朴基貧, 1942년 11월 27일~2017년 3월 29일)은 대한민국의 색소폰 연주가였다. 본관은 밀양(密陽).

## 생애
1942년 11월 27일, 강원도 강릉에서 태어났다. 강릉상업고등학교 재학시 밴드부 활동을 하며 음악에 심취했고, 졸업 후 서울로 유학하여 경희대학교 음악대학 기악과에서 파곳을 전공했다. 이후 본격적인 색소폰 연주가로 전향하여 미8군 무대에서 연주 활동을 시작했다. 클럽 스타일의 품위 있는 연주자로 매력적인 테너 색소폰 선율을 구사했다.

## 학력
- 강릉상업고등학교
- 경희대학교 음악대학 기악과

## 경력
- 미8군 공연단체 Band
- 김용세 악단(1972)
- 홍콩에서 연주활동(1974~1975)
- MBC 경음악단(1977~1980)
- 박기빈 캄보밴드(1979)
- MBC-TV "이수만과 함께" 고정출연(1980)
- KBS 관혁악단(1981~1982)
- 그룹사운드 '한울타리'(1984)
- SBS 관현악단(1991~1998)
- 박기빈 밴드